# Dynamikprozessor
Als Dynamikprozessor bezeichnet man ein Effektgerät oder ein Plug-in, das die Lautstärke eines Signals beeinflusst. In analogen Geräten wird dieses mit einem VCA und einem Hüllkurvenfolger (Envelope Follower) realisiert. Dynamikprozessoren finden vor allem in der Tontechnik Verwendung.
Es gibt vier Typen mit unterschiedlichen Funktionsweisen: der Limiter, der Kompressor, der Expander und das Gate.  Meistens werden Kompressor und Limiter in einem gemeinsamen Effektgerät verbaut. Professionelle Dynamikprozessoren bieten alle vier Funktionen gemeinsam an.
Professionell wird zwischen den Funktionsweisen Upward und Downward unterschieden, je nachdem ob die Signalanteile oberhalb oder unterhalb des eingestellten Schwellwertes beeinflusst werden. Generell arbeitet ein Expander mit einer Ratio (Ein-/Ausgangsverhältnis) < 1, ein Kompressor mit einer Ratio > 1, ein Limiter hingegen mit Verhältnissen von 10 oder höher.
Expander und Gates besitzen oft einen Range Parameter zur Einstellung des maximalen Pegel-Hubs und einen Hold Parameter zur Definition der Arbeitshysterese.
Dynamikprozessoren können sowohl seriell als auch parallel aufgebaut sein, in Multiband-Konfiguration (Mastering) arbeiten oder frequenzselektiv sein (de-Esser).